# Hemiptocha
Hemiptocha là một chi bướm đêm thuộc họ Crambidae.